# Giuseppe Ferlendis
Giuseppe Ferlendis oppure Berlendis (Bergamo, 1755 – Lisbona, 1810) è stato un musicista e compositore italiano, famoso oboista.

## Biografia
Figlio di un musicista, non si hanno notizie riguardanti i suoi studi, e poche sono le notizie biografiche della sua gioventù. 
Il 31 maggio 1776 eseguì assieme al fratello Antonio un concerto per mandolino, flauto ed oboe al teatro Carignano di Torino.
Successivamente, Ferlendis si esibì a Firenze in un concerto per oboe e corno inglese.
All'età di venti anni circa, si trasferì a Salisburgo dove dal 1º aprile 1777 ricoprì il ruolo di primo oboista di cappella musicale. Durante il periodo trascorso in Austria Ferlendis conobbe e si fece apprezzare da Mozart, che per lui compose un concerto per oboe e orchestra andato perduto.
Michael Haydn fu un altro compositore che apprezzò positivamente le capacità musicali di Ferlendis, difatti nel 1785 compose per lui un quartetto principalmente per corno inglese. 
Inoltre Ferlendis avrebbe ispirato una composizione mozartiana, l'Adagio in do per corno inglese, due violini e 94.
Secondo quanto riportato dal Fétis, l'orchestra di corte enumerava anche il corno inglese, strumento antico e non utilizzabile a causa di qualche meccanismo non congruente; Ferlendis riuscì ad apportare modifiche sostanziali allo strumento, consentendo così un suo impiego.
Ferlendis prediligeva caratterialmente non fermarsi molto tempo in una località e quindi dopo aver avuto un grave incidente di caccia, nel giugno del 1778 rinunciò al proprio impiego presso la corte di Salisburgo.
Negli anni successivi soggiornò nell'ordine: a Brescia, a Venezia dal 1780 al 1781 al teatro San Samuele e successivamente (1787) al teatro San Benedetto, dal 1793 a Londra, e dal 1803 con il figlio Alessandro a Lisbona.
Di Ferlendis sono conservati solamente due concerti per oboe, Op. 13 ed Op. 14, alla Biblioteca del Conservatorio di Milano, pubblicati a Parigi dopo la sua morte.
Anche i suoi figli Angelo ed Alessandro, seguirono le sue orme artistiche: Angelo, nato a Brescia nel 1781, fu un noto oboista e lavorò soprattutto all'estero, in Germania e in Russia; Alessandro, nato a Venezia nel 1783, suonò l'oboe e il corno inglese. Sposò a Lisbona la cantante italiana Camilla Barberi e fu attivo in Italia, in Spagna, in Francia e nei Paesi Bassi.